# Ґеорґ Леєць
Ґеорґ Леєць (ест. Georg Leets, Георгій Олександрович Леєць, 8 серпня 1896, Пярну, Ліфляндська губернія — 18 жовтня 1975, Таллін) — естонський військовий діяч та історик.

## Життєпис
Навчався у Пернівській гімназії, яка у 1915 році була евакуйована до Петрограда. Закінчив Павлівське військове училище (прискорений курс) у Петербурзі (1916), юридичний факультет Тартуського університету (1923), Вища військова училище в Естонії (1932).
Учасник Першої світової війни, офіцер-артилерист російської армії. Нагороджений орденами св. Анни IV та III ступенів, св. Станіслава III ступеня, Георгіївським хрестом «з гілочкою» (нагорода Тимчасового уряду, якою за рішенням солдатів нагороджувалися офіцери).
З 1918 служив в естонській армії, учасник Визвольної війни, нагороджений Хрестом свободи I/3 (першого класу третього ступеня — за військові заслуги) 2 листопада 1921 і II/3 (другого класу третього ступеня — за особисту хоробрість і відвагу). З 1923 — майор, з 1926 — підполковник, з 1929 — полковник. Займав командні пости в естонській армії (зокрема, був начальником артилерії 1-ї дивізії), одночасно займався викладацькою діяльністю, автор наукових праць з артилерійської справи та військової історії, в тому числі: «Як починалася Визвольна війна 15 років тому» (1933), «Нарвська битва 28 листопада 1918 року» (1939).
06 березня 1925 року нагороджений орденом Лачплесісу 3-го ступеня.
У 1939–1940 — інспектор артилерії. За власними спогадами, на нараді вищого командного складу естонської армії з президентом Костянтином Пятсом висловився за відхилення радянського ультиматуму та опору частинам Червоної армії, що вступають на територію Естонії. Аналогічну позицію зайняв головнокомандувач армією Йоган Лайдонер, проте президент вирішив погодитись на радянські умови.
У 1940 році зарахований до Червоної армії у званні полковника, призначений начальником артилерії 180-ї дивізії, розквартированої в Північній Естонії.
Заарештований 28 червня 1941 року, відправлений до Норильського табору, в 1943 році засуджений до 10 років позбавлення волі та 5 років заслання. У таборі працював бухгалтером. У 1951–1956 жив у засланні в Норильську.
У 1956 р. реабілітований, відновлений у званні полковника, проте пенсію йому не встановили (мабуть, через нетривалість служби в Червоній армії).
Повернувся до Естонії, працював бухгалтером, 1965—1973 — старшим науковим співробітником Таллінського міського архіву. Захопився історією, написав біографію Абрама Ганнібала — «Арапа Петра Великого», що служив на території нинішньої Естонії, російського військового інженера, предка Олександра Пушкіна (книга побачила світ після смерті Г. Леєца і була удостоєна Літературної премії Естонської РСР 1981 рік). Подарував свою колекцію зброї (108 предметів) Таллінському міському музею.
Похований на Олександро-Невському цвинтарі.

## Натан Ейдельман про Ґеорґа Лееца
Запис у щоденнику російського історика і письменника Натана Ейдельмана від 26 травня 1975 року: «Дивовижний візит до Георгія Олександровича Лєєца на Перновському шосе 135 кв. 24; сухий, підтягнутий 80-річний (не дав би!) чоловік. На стіні мисливські рушниці, кинджали, погони артилерійського полковника, портрети, різноманітні книжки різними мовами. У 1915-16 поручик артилерії, з Михайлівської академії, потім начальник артилерії в Естонії, з 1940 — офіцер Естонського корпусу Червоної армії, кілька сотень прибалтійських офіцерів до Москви, на перепідготовку. Влітку 1941 р. — арешт, „з огляду на ускладнену міжнародну обстановку“, у Норильськ, на загальні (роботи), 92 % загинуло. Дружина тим часом із дочкою — у Фінляндії. Дочка потім у Венесуелу. Йому — 10 років „за придушення революційної діяльності“ (вижив завдяки російській мові та гарному почерку; бухгалтер). Потім папірець про довічне заслання; не підписав (1951 р.), бо такого немає в радянському законодавстві; ну й гаразд… 1957 року звільнили, з 2-ою дружиною повернувся; реабілітація; зайнявся військовою історією, голова товариського суду при домкомі… Дружина помирає від раку. Контакт із колишньою родиною. Ходив в архів — натрапив на лист, підписаний Ганнібалом; згадав дитинство і Пярновську гімназію, де заслужив найвищий бал за характеристику Ібрагіма. Якби не він, загинув би від туги в останні роки; виконав грандіозну роботу. Готова робота — Пушкінський Дім схвалює. Авантюристи крутяться навколо нього; а він знайшов істинний портрет Ганнібала (колишній належав, він доводить, Меллеру-Закомельському Івану Івановичу, герою Очакова). Він же обґрунтовує, що реальний портрет — той, що був опублікований А. Меньє в 1962 р. (прекрасний негр!). Ми прощаємося, йому сумно — мені теж. Життя».

## Праці
- Леец Г. Абрам Петрович Ганнибал: Биографическое исследование. Таллин, 1980. (2-е издание — 1984, 3-е издание — 1998).

## Онлайнджерела
- Натан Ейдельман. Зі щоденників
- Кольорова революція зразка 1940 року